# Klonk

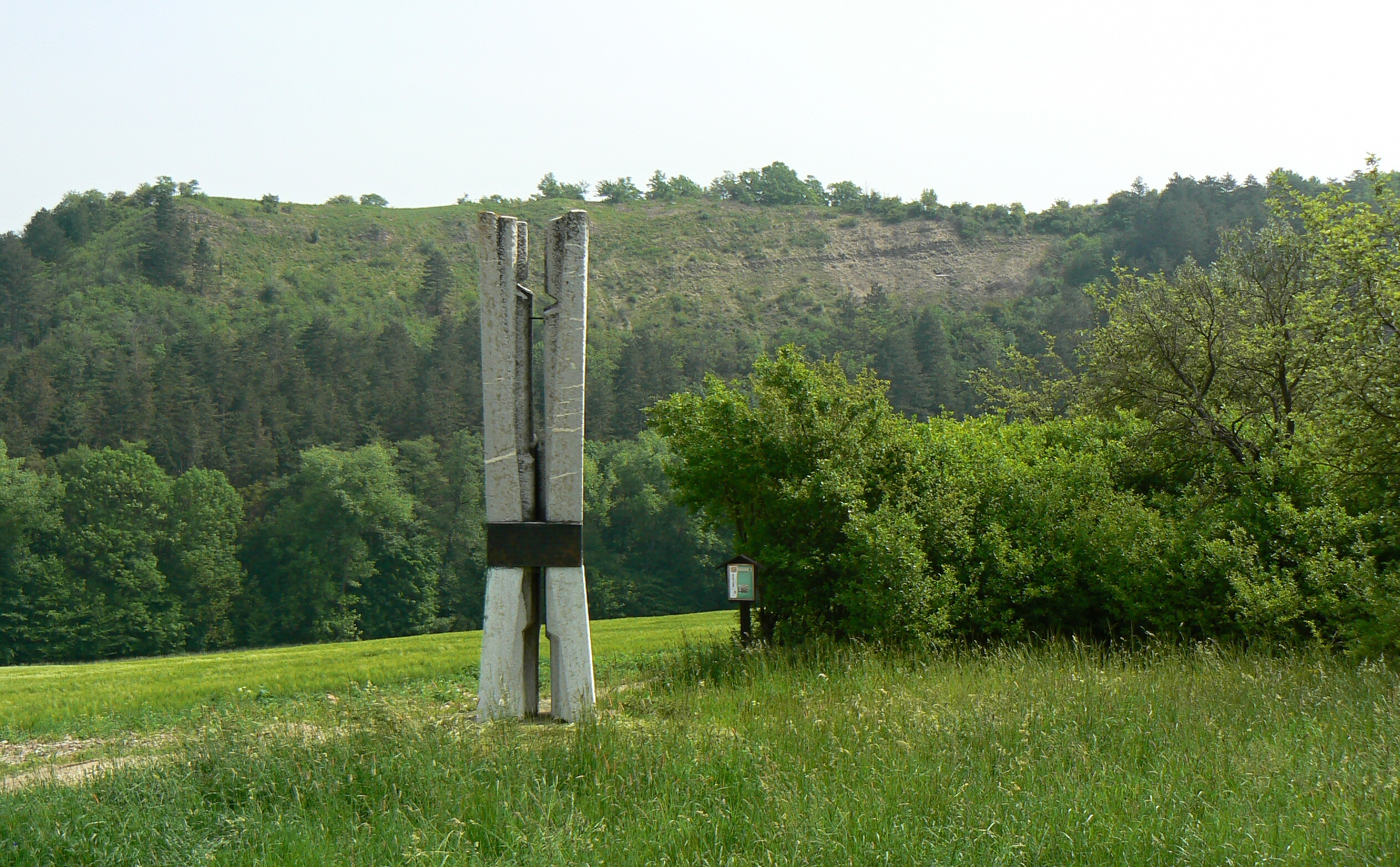
Blick auf das Denkmal für diese Lokalität

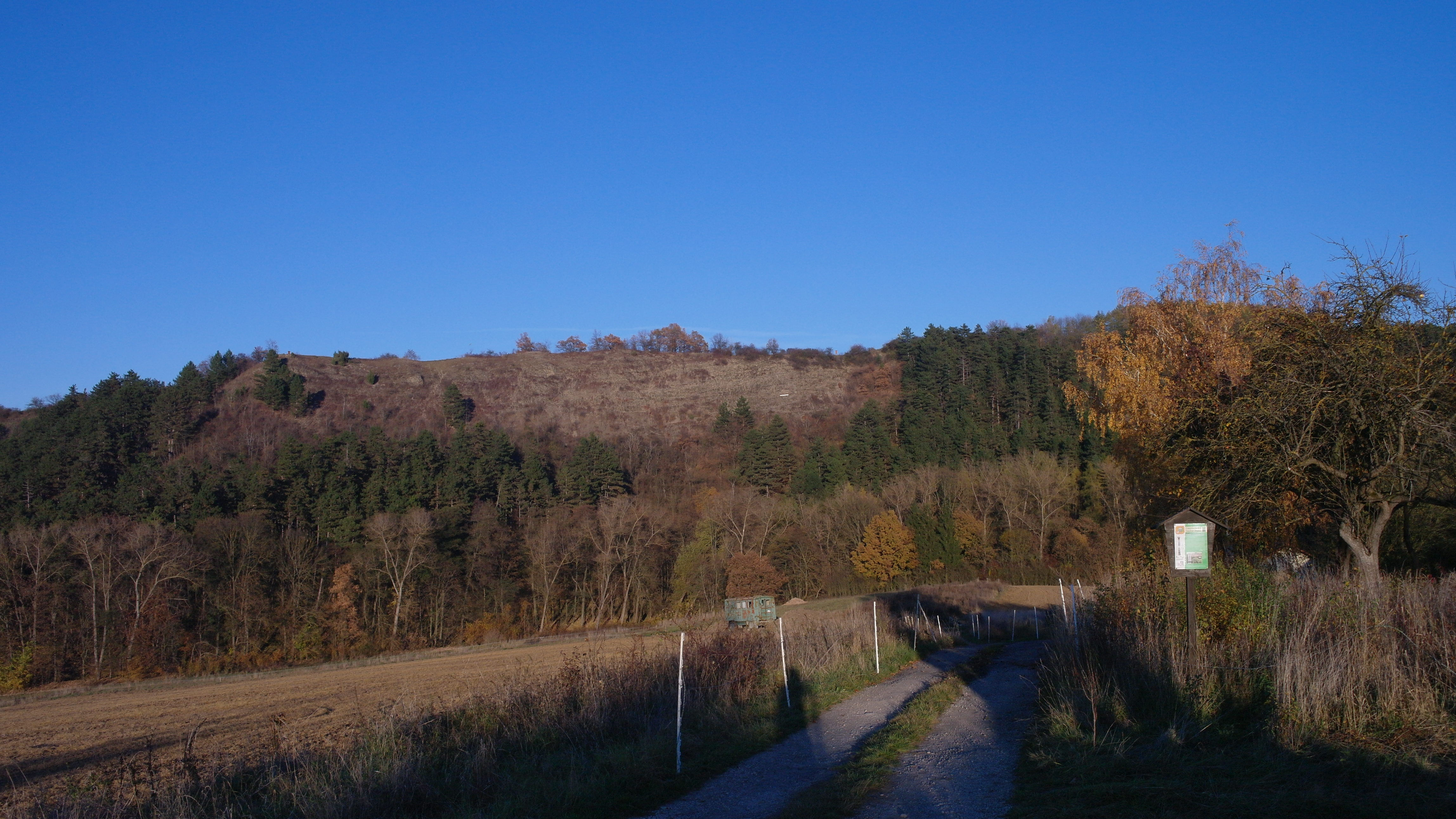
Der Hügel Klonk

Der Klonk ist ein Hügel bei der Gemeinde Suchomasty, Tschechien, etwa 35 Kilometer südwestlich von Prag. Er stellt eine geologische Lokalität von internationaler Bedeutung dar.
Der steile Abhang wurde 1972 als GSSP (Global Boundary Stratotype Section and Point) für die Grenze zwischen den Zeitaltern des Silur und des Devon festgelegt. Das GSSP-Verfahren, das in Klonk erstmals zur Anwendung kam, ist eine Methode der Chronostratigraphie, die in verbindlicher Form erdgeschichtliche Zeiträume und ihre Grenzen anhand von Referenzprofilen definiert. Nach einem Auswahlprozess in den Jahren 1969 bis 1971, bei dem in Frage kommende Gebiete in Europa, Nevada und Marokko untersucht wurden, legte das „Silurian-Devonian Boundary Committee“ das Barrandium als Typus-Gebiet und Klonk als Grenz-Stratotyp für die beiden Zeitalter fest. Das Ergebnis wurde 1972 in Montreal von der International Commission on Stratigraphy gebilligt.
Klonk entsprach den Anforderungen des neuen Systems in besonderem Maße, weil das Profil nicht durch orografische oder tektonische Prozesse gestört ist. Die Schichten, die hier als eine Abfolge von Kalksteinen und Schiefern ausgebildet sind, lassen sich somit besonders gut beobachten. Zur Definition der Silur-Devon-Grenze werden Fossilien verwendet. Als Leitfossil dient der Graptolith Monograptus uniformis, von Bedeutung sind weiterhin der Trilobit Warburgella rugulosa sowie die Conodonten Icriodus woschmidti und Angochitina chlupaci.
Zum Schutz der Lokalität wurde in Klonk 1977 ein nationales Naturdenkmal ausgerufen. Es ist 8,9 Hektar groß und liegt in einer Höhe von 322 bis 418 m n.m. am Nordende des Abhangs. Das Gelände ist öffentlich nicht zugänglich.